# Old Moore’s Almanack

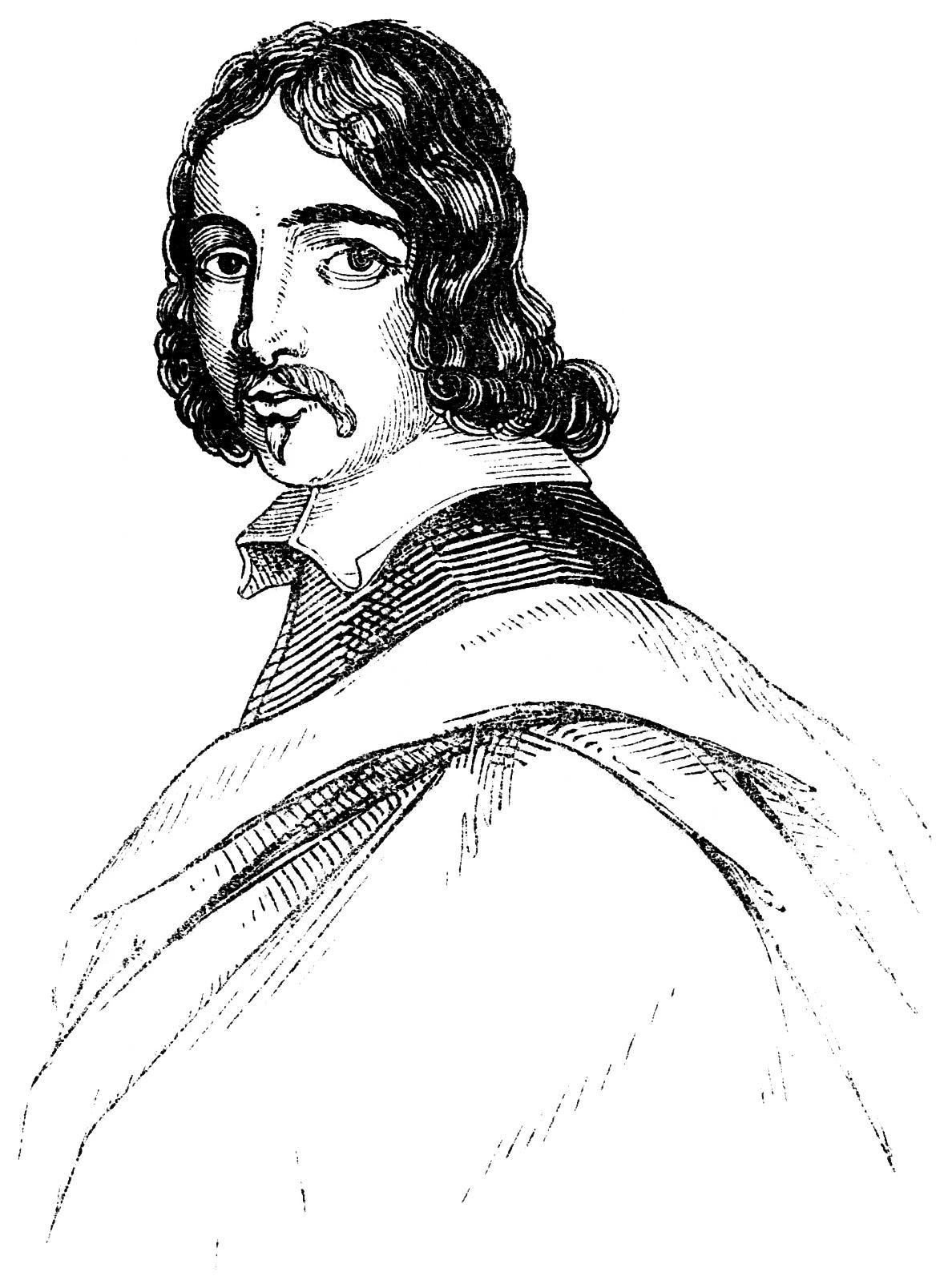
Фрэнсис Мур

Альманах старого Мура (англ. Old Moore’s Almanack) — астрологический альманах, издаваемый в Англии с 1700 года.
Альманах основан самоучкой психологом и астрологом Фрэнсисом Муром (1657—1714), служившим при дворе Карла Второго.
Первый выпуск альманаха в 1697 году содержал предсказание погоды.
В 1700 году Мур опубликовал «Vox Stellarum» (голос звезд) содержащий астрологические наблюдения, ставший известным как Альманах старого Мура. Альманах стал бестселлером на рубеже 18-го и 19-го веков, разошедшемся тиражом более чем 107 000 копий.
Альманах издается ежегодно по настоящее время и содержит предсказания мировых и спортивных событий, а также такие символические сведения как данные о приливах и отливах.
Альманах не следует путать с альманахом «Old Moore’s Almanac» (с литерой «c» на конце слова «Almanac») — альманахом Теодора Мура, издаваемым в Ирландии с 1764 года и также публикуемым по настоящее время.